# 乳房肿块
乳房肿块是在乳房上的和周围其他乳房组织不同的肿起物。很多情况都能引起这种体征/症状。由于近10%的乳房肿块最终被诊断为乳腺癌，因而对于有乳房肿块的女性来说，接受合适的评估非常重要。

## 乳房肿块的分类

### 囊肿及脓肿性乳房肿块
乳房囊肿是指乳房囊腔产生了非致癌性的液化。通常皮肤下的乳房囊肿摸起来是平滑而富有弹性的，有时异常疼痛，而有时不会引起任何不适。囊肿由荷尔蒙分泌失调导致。荷尔蒙主要功效在于调控月经周期，通常在女性50岁后消失。
皮脂腺囊肿是指非致癌性封闭的囊腔或由皮肤下毛囊导管堵塞形成的囊肿。荷尔蒙刺激或损伤可能导致囊肿增大但是如果没有其他征兆，不需要药物治疗。
乳房脓肿是指乳房感染后的非致癌性球囊。这种脓肿能产生巨大的疼痛，引起胸部皮肤泛红或发热或形成硬块。乳房脓肿在哺乳期女性中非常常见。

### 生长
乳房腺瘤，指乳房非癌性的腺体组织的非正常生长。这种生长最常见的形式就是乳房纖維腺瘤，最常见于15到30岁的女性，以及非洲裔女性。乳房纤维腺瘤摸起来是圆的、坚硬的，并有平滑的边缘。乳房纤维腺瘤和乳腺癌无关。
乳腺乳头状瘤是疣状的在乳腺导管内的生长的肿块。经常可以就在乳头下部找到这些肿块，这些肿块可以引起乳头分泌血性分泌物。接近绝经期的女性可能只有一个肿块生长，但是年轻一些的女性很可能有几个肿块在一侧乳房或在两侧乳房里都有。
乳腺癌一般形状不规则，感觉起来很硬实，连着乳房里的皮肤或组织。乳腺癌很少会痛，而且能出现在乳房和乳头的任何地方。

### 脂肪肿块
脂肪坏死是在一定情况下正常的乳腺脂肪细胞变为了圆形肿块。症状表现为疼痛，变硬，泛红，和/或瘀伤。脂肪坏死通常在无治疗下逐渐痊愈，但是会形成永久性的疤痕组织，在乳腺癌筛查中显现为异常。
脂肪瘤是一种非致癌性肿瘤的脂肪组织，触感柔软，有一定移动性，通常无痛。